# Список шоссейных велогонок
Данный список включает наиболее значимые шоссейные велогонки, сгруппированные по типам.

## Однодневные велогонки

### Олимпийские игры и чемпионаты
В этих соревнованиях проводится по две гонки: групповая и индивидуальная с раздельным стартом. Три лучших спортсмена получают медали.
- Шоссейные велогонки на Олимпийских играх
- Чемпионат мира по шоссейным велогонкам
- Национальные чемпионаты по шоссейному велоспорту

### Монументальныеклассические велогонки
В этот список входят наиболее престижные и старые однодневные велогонки. К создании данной категории привёл конфликт организаторов этих гонок с руководством UCI ProTour, когда первые отказались участвовать в этом сезонном соревновании.
- Милан — Сан-Ремо,  Италия
- Тур Фландрии,  Бельгия
- Париж — Рубе,  Франция
- Льеж — Бастонь — Льеж,  Бельгия
- Джиро ди Ломбардия,  Италия

### Элитные классические велогонки
В этот список входят однодневные велогонки, вместе с монументальными входящие в Мировой тур UCI.
- Приз Фландрии,  Бельгия
- Гент — Вевельгем,  Бельгия
- Флеш Валонь,  Бельгия
- Амстел Голд Рейс,  Нидерланды
- Классика Сан-Себастьяна,  Испания
- Гран-при Плуэ,  Франция
- Ваттенфаль Классик,  Германия
- Гран-при Квебека,  Канада
- Гран-при Монреаля,  Канада

### Однодневные велогонки высшей категории
Однодневные велогонки высшей категории (1.HC) являются наиболее престижными в Континентальных турах.
- Париж — Тур,  Франция
- Омлоп Хет Ниувсблад,  Бельгия
- Схелдепрейс,  Бельгия
- Брабантсе Пейл,  Бельгия
- Гран-при кантона Аргау,  Швейцария
- Гран-при Мигеля Индурайна,  Испания
- Международный чемпионат Филадельфии по велоспорту,  США
- Париж — Брюссель,  Франция,  Бельгия
- Гран-при Фурми,  Франция
- Tre Valli Varesine,  Италия
- Джиро дель Эмилия,  Италия
- Джиро дель Пьемонте,  Италия
- Кубок Японии,  Япония

### Однодневные велогонки первой и второй категорий Континентальных туров
Кроме однодневных велогонок высшей категории, в Континентальные туры входят гонки первой и второй категорий (1.1 и 1.2).
- Джиро дель Венето,  Италия
- Коппа Плаччи,  Италия
- Рунд ум ден Хеннингер Турм,  Германия
- Тур Кёльна,  Германия
- Вольта Лимбург Классик,  Нидерланды
- Венендал — Венендал,  Нидерланды
- Дварс дор Фландерен,  Бельгия
- Восхождение на Монжуик,  Испания
- Grand Prix d'Ouverture La Marseillaise,  Франция
- Гран-при Лугано,  Швейцария
- GP della Costa Etruschi,  Италия
- Классика Примавера,  Испания
- Кюрне — Брюссель — Кюрне,  Бельгия
- Классика Ланкастера,  США
- Melbourne to Warrnambool Classic,  Австралия
- Мемориал Марко Пантани,  Италия
- Монтепаски Страде Бьянке,  Италия
- Нокере Курсе,  Бельгия
- Классика Рединга,  США
- Rund um die Hainleite,  Германия
- Subida Urkiola,  Испания
- Trofeo Laigueglia,  Италия
- Вуэльта Мальорки,  Испания
- Гран-при Шарм-эш-Шейха,  Египет
- Grand Prix of Al Fatah,  Ливия
- Melbourne to Warrnambool Classic,  Австралия
- Prova Ciclística 9 de Julho,  Бразилия
- La Visite Chrono de Gatineau,  Канада
- Austin International,  США
- Tour of the Battenkill,  США
- Air Force Cycling Classic,  США
- U.S. Cycling Open,  США
- Univest Grand Prix,  США
- San Antonio de Padua Classic Event Guayama,  США
- Тур Сеула,  Республика Корея
- Кубок Эмиратов,  ОАЭ
- H. H. Vice-President's Cup,  ОАЭ
- Тур Джакарты,  Индонезия
- Kumamoto International Road Race,  Япония
- Гран-при Дохи,  Катар
- Тур Алматы,  Казахстан

### Исчезнувшие однодневные велогонки
В ходе истории многие гонки завершили своё существование, снизили статус до любительских или эволюционировали, став предшественниками существующих гонок. В скобках указан последний год проведения на высшем уровне.
- Милан — Турин,  Италия (2007)
- GP Gerrie Knetemann,  Нидерланды (2007)
- Бордо — Париж,  Франция (1988)
- Классика Альп,  Франция (2004)
- Эйндховенская командная разделка,  Нидерланды (2007)
- Гран-при Америки,  Канада, (1992)
- Гран-при наций,  Франция (2004)
- GP Wolber,  Франция, (1931)
- Париж — Брест — Париж,  Франция, (с 1951 года — любительский супермарафон)
- Париж — Клермон-Ферран,  Франция, (1953)
- Гран-при Сан-Франциско,  США, (2005)
- Trofeo Baracchi,  Италия, (1991)
- Уинкантон Классик,  Великобритания, (1997)
- Джиро дель Лацио,  Италия
- Delta Profronde,  Нидерланды
- Чемпионат Цюриха,  Швейцария (2006, в 2008 проведены любительские гонки)
- Гран-при Москвы,  Россия (2015)
- Кубок мэра,  Россия (2015)
- Мемориал Олега Дьяченко,  Россия (2015)

## Многодневные гонки

### Супермногодневки
Три 3-недельных Гранд Тура являются самыми престижными среди всех многодневных шоссейных гонок, а возможно, и среди всех велогонок.
- Тур де Франс,  Франция
- Джиро д’Италия,  Италия
- Вуэльта Испании,  Испания

### Элитные многодневные велогонки
В этот список входят многодневные велогонки, вместе с Гранд Турами входящие в Мировой тур UCI.
- Тур Даун Андер,  Австралия
- Париж — Ницца,  Франция
- Тиррено — Адриатико,  Италия
- Вуэльта Каталонии,  Испания
- Тур Страны Басков,  Испания
- Тур Романдии,  Швейцария
- Критериум ду Дофине,  Франция
- Тур Швейцарии,  Швейцария
- Тур Польши,  Польша
- Энеко Тур,  Бельгия,  Нидерланды
- Тур Пекина,  Китай

### Многодневные велогонки высшей категории
Многодневные велогонки высшей категории (2.HC) являются наиболее престижными в Континентальных турах.
- Тур Лангкави,  Малайзия
- Критериум Интернациональ,  Франция
- Три дня Де-Панне,  Бельгия
- Джиро дель Трентино,  Италия
- Четыре дня Дюнкерка,  Франция
- Тур Калифорнии,  США
- Тур Баварии,  Германия
- Тур Бельгии,  Бельгия
- Тур Люксембурга,  Люксембург
- Тур Австрии,  Австрия
- Тур Валлонии,  Бельгия
- Тур Дании,  Дания
- Тур Кукунора,  Китай
- Тур Хайнаня,  Китай
- Вуэльта Португалии,  Португалия
- Вуэльта Бургоса,  Испания
- Тур Лимузена,  Франция
- Тур Турции,  Турция

### Многодневные велогонки первой и второй категорий Континентальных туров
Кроме многодневных велогонок высшей категории, в Континентальные туры входят гонки первой и второй категорий (2.1 и 2.2).
- Brixia Tour,  Италия
- Herald Sun Tour,  Австралия
- Hong Kong Road Cycling Race,  Гонконг
- Irish Tour - Rás,  Ирландия
- Рут-дю-Сюд,  Франция
- Неделя Каталонии,  Испания
- Международная неделя Коппи и Бартали,  Италия
- Ster Elektrotoer,  Нидерланды
- Тур де л'Авенир,  Франция
- Тур Прованса,  Франция
- Тур Словении,  Словения
- Тур Британии,  Великобритания
- Тур Катара,  Катар
- Тур Омана,  Оман
- Тур Южно-Китайского моря,  Китай
- Вуэльта Бургоса,  Испания
- Вуэльта Мурсии,  Испания
- Вуэльта Астурии,  Испания
- Вуэльта Кастилии и Леона,  Испания
- Вуэльта Андалусии,  Испания
- Пять колец Москвы,  Россия
- Тур Эритреи,  Эритрея
- Джиро дель Капо,  ЮАР
- Тур дю Фасо,  Буркина-Фасо
- Тур Камеруна,  Камерун
- Grand Prix Chantal Biya,  Камерун
- Tour Ivoirien de la Paix,  Кот-д’Ивуар
- La Tropicale Amissa Bongo,  Габон
- Тур Ливии,  Ливия
- Тур Мали,  Мали
- Тур Марокко,  Марокко
- Тур Руанды,  Руанда
- Herald Sun Tour,  Австралия
- Тур Саутленда,  Новая Зеландия
- Тур Веллингтона,  Новая Зеландия
- Тур Сан-Луиса,  Аргентина
- Giro do Interior de São Paulo,  Бразилия
- Volta Ciclística Internacional de Gravataí,  Бразилия
- Тур Санта-Катарины,  Бразилия
- Вуэльта Параны,  Бразилия
- Volta Ciclística Internacional de Campos,  Бразилия
- Tour du Brésil-Tour de l'État de Sao Paulo,  Бразилия
- Вуэльта Боливии,  Боливия
- Doble Sucre Potosi GP Cemento Fancesa,  Боливия
- Тур де Бос,  Канада
- Вуэльта Колумбии,  Колумбия
- Вуэльта Коста-Рики,  Коста-Рика
- Вуэльта Кубы,  Куба
- Вуэльта Эквадора,  Эквадор
- Тур Нью-Йорка,  США
- Тур Гваделупы,  Франция
- Вуэльта Гватемалы,  Гватемала
- Тур Мартиники,  Франция
- Вуэльта Чиуауа,  Мексика
- Вуэльта Мексики,  Мексика
- Вуэльта Чьяпаса,  Мексика
- Vuelta a la Independencia Nacional,  Доминиканская Республика
- Rutas de América,  Уругвай
- Вуэльта Уругвая,  Уругвай
- Вуэльта Тачиры,  Венесуэла
- Vuelta Internacional del Café,  Венесуэла
- Вуэльта Венесуэлы,  Венесуэла
- Тур Кореи,  Республика Корея
- Tour de Mumbai,  Индия
- Тур Индии,  Индия
- Тур Индонезии,  Индонезия
- Тур Восточной Явы,  Индонезия
- Тур Сингкарака,  Индонезия
- Tour of Milad du Nour,  Иран
- Kerman Tour,  Иран
- Тур президента Ирана,  Иран
- Тур Азербайджана
- Тур Японии,  Япония
- Тур Окинавы,  Япония
- Тур Хоккайдо,  Япония
- Тур Кумано,  Япония
- Jelajah Malaysia,  Малайзия
- Кубок губернатора Малакки,  Малайзия
- Тур Филиппин,  Филиппины
- Тур Тайваня,  Китайский Тайбэй

### Исчезнувшие многодневные велогонки
В ходе истории многие гонки завершили своё существование, снизили статус до любительских или эволюционировали, став предшественниками или частью новых гонок. В скобках указан последний год проведения на высшем уровне.
- Coors Classic,  США, (1988, предшественник Тур де Трамп)
- Тур де Трамп,  США, (1990, предшественник Тур Дюпон)
- Тур Дюпон,  США, (1996)
- Велогонка Мира,  Польша,  Чехия,  Германия (2006)
- Grand Prix du Midi Libre  Франция (2004)
- Рим — Неаполь — Рим,  Италия, (1961)
- Тур Нидерландов,  Нидерланды (2004, предшественник Eneco Tour)
- Tour de l'Aude,  Франция, (1986)
- Tour de Snowy,  Австралия (2002)
- Тур Ирландии,  Ирландия, (2009)
- Тур Германии,  Германия (2008)
- Вуэльта Валенсии,  Испания (2008)
- Тур Миссури,  США (2009)
- Тур Джорджии,  США (2008)
- Эускаль Бисиклета,  Испания (2008, вошла в состав Тура Страны Басков)
- Тур Сочи,  Россия (2008)
- Путь к Пекину,  Россия (2008)